# Nghĩa trang Passy

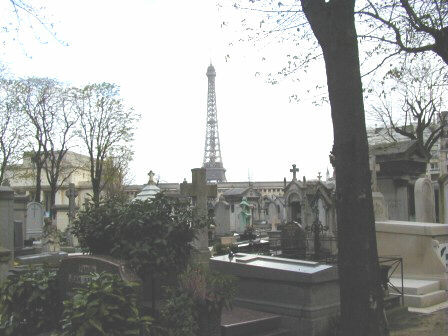
Nghĩa trang Passy

Nghĩa trang Passy (tiếng Pháp: Cimetière de Passy) là một nghĩa địa của thành phố Paris nơi chôn cất rất nhiều người nổi tiếng, nghĩa trang hiện nằm tại trung tâm thành phố ở số 2 phố Commandant Schœlsing thuộc Quận 16.

## Lịch sử
Đầu thế kỷ 19, một số nghĩa trang mới được xây dựng thay cho những nghĩa trang cũ ở Paris. Phía bên ngoài thành phố, có Nghĩa trang Montmartre nằm ở phía Bắc, Nghĩa trang Père-Lachaise ở phía Đông, Nghĩa trang Montparnasse ở phía Nam và trong trung tâm là Nghĩa trang Passy.
Bắt đầu mở vào năm 1820, với vị trí trung tâm thuộc khu phố sang trọng, từ năm 1874 nghĩa trang Passy trở thành nghĩa trang quý tộc của Paris. Đây là nghĩa trang duy nhất thành phố có phòng chờ được sưởi ấm. Sau Chiến tranh thế giới thứ nhất, bức tường của Passy được trang trí bằng một bức đắp nổi vinh danh những người lính. Nghĩa trang còn được trồng những cây dẻ để che bóng mát.
Hiện nay, nghĩa trang Passy nằm ở khu phố sang trọng bậc nhất Paris, ngay cạnh quảng trường Trocadéro, địa điểm để ngắm nhìn tháp Eiffel. Dọc theo đường Kléber (Avenue Kléber) sẽ dẫn tới Khải Hoàn Môn cách đó không xa.

## Những ngôi mộ nổi tiếng

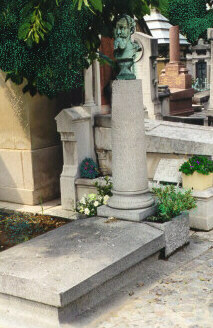
Mộ của Édouard Manet

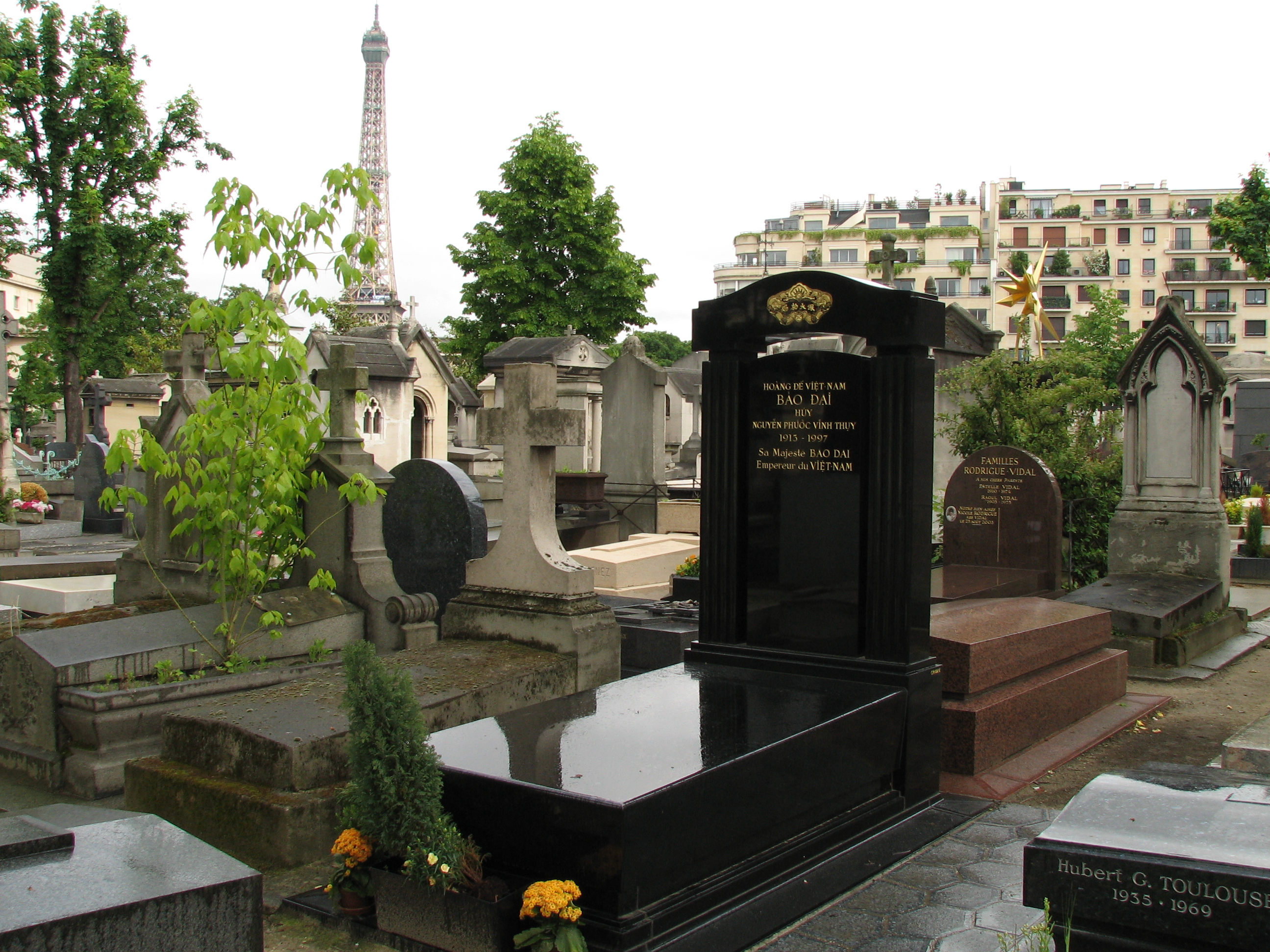
Mộ của vua Bảo Đại

- Bảo Đại (1913-1997), hoàng đế cuối cùng của Việt Nam
- Natalie Clifford Barney (1876-1972), nhà văn Mỹ
- Jean-Louis Barrault (1910-1994), diễn viên
- Louis-Ernest Barrias (1841-1905), nhà điêu khắc
- Julia Bartet (1854-1941), diễn viên
- Marie Bashkirtseff (1859-1884), họa sĩ
- Maurice Bellonte (1896-1984), phi công
- Tristan Bernard (1866-1947), nhà văn
- René Boylesve (1867-1926), nhà văn, viện sĩ
- Romaine Brooks (1766-1842), họa sĩ
- Emmanuel de Las Cases (1766-1842), tác giả Đài tưởng niệm Sainte-Hélène
- Jean Chiappe (1878-1940), chính trị gia
- Dieudonné Costes (1892-1973), phi công
- Francis de Croisset (1877-1937), diễn viên kịch
- Marcel Dassault (1892-1986), sản xuất máy bay
- Claude Debussy (1862-1918), nhà soạn nhạc
- Ghislaine Dommanget, (1900-1991), công nương, vợ của Louis II Monaco
- Henri Farman (1874-1958), người tiên phong trong ngành hàng không
- Gabriel Fauré (1845-1924), nhà soạn nhạc
- Hervé Faye (1814-1902), nhà thiên văn
- Fernandel (1903-1971), diễn viên
- Emmanuel Frémiet (1824-1910), nhà điêu khắc
- Maurice Gamelin (1872-1958), sĩ quan
- Rosemonde Gérard (1866-1953), nhà văn
- James Gordon Bennett junior, (1841-1918), nhà báo, tổng biên tập
- Virgil Gheorghiu (1916-1992), nhà văn
- Jean Giraudoux (1882-1944), nhà văn
- Gabriel Hanotaux (1853-1944), nhà ngoại giao, nhà sử học
- Paul Hervieu (1857-1915), nhà văn
- Jacques Ibert (1890-1962), nhà soạn nhạc
- Charles Luizet (1903-1947), cảnh sát trưởng Paris
- Georges Mandel (1885-1944), chính trị gia
- Édouard Manet (1832-1883), họa sĩ
- Berthe Morisot (1841-1895), họa sĩ
- Alexandre Millerand, (1859-1943), Tổng thống Pháp
- Octave Mirbeau (1848-1917), nhà báo, phê bình nghệ thuật
- Jean Patou (1887-1936), nhà tạo mẫu và nước hoa
- Leila Pahlavi (1970-2001), công nương Iran
- François Périer (1919-2002), diễn viên
- Gabrielle Charlotte Réju hay Réjane (1856-1920), diễn viên
- Madeleine Renaud (1900-1994), diễn viên
- Marcel Renault (1872-1903), người sáng lập hãng ô tô Renault
- André Siegfried (1875-1959), nhà văn
- Nathalie Sheremetvsky (1880-1952), bá tước Nga
- Haroun Tazieff (1914-1998), nhà nghiên cứu núi lửa
- Sidney Gilchrist Thomas (1850-1885), kỹ sư Anh
- Renée Vivien (1877-1909), nhà văn, nhà thơ
- Pearl White (1889-1938), diễn viên Mỹ